# Fritz Haarmann
Fritz Haarmann, född 25 oktober 1879 i Hannover, död 15 april 1925 i Hannover, var en tysk seriemördare, som fick öknamnet "Slaktaren från Hannover".

## Biografi
Haarmanns kriminella bana startade 1918 men tog fart på riktigt när han träffade unge Hans Grans på Hannovers järnvägsstation år 1919. Grans var prostituerad och förtjänade även sitt uppehälle genom att sälja begagnade kläder på stationen. De två männen bodde tillsammans hemma hos Haarmann. De blev partners i de mord Haarmann utförde.
Under sju år lockade Fritz Haarmann hem minst 24 unga pojkar, mellan cirka 12 och 20 år gamla, genom att lova dem arbete eller husrum, några gånger genom att låta sina offer tro att han var polis och anhöll dem. I nästan alla fallen hämtade han dem från Hannovers järnvägsstation. Väl hemma blev de sexuellt utnyttjade och till slut dödade genom att Haarmann bet dem i strupen. 
Då Haarmann var slaktare och hade en egen butik där han sålde kött och korvar styckade han kropparna och köttet sägs ha sålts på svarta marknaden, då Tyskland befann sig i en ekonomisk kris efter första världskriget. Benen blev slängda i en flod och kläderna sålde han billigt eller gav åt hemlösa, på detta sätt fick han ett rykte om sig att vara givmild.
Ett av Haarmanns offer var Robert Witzel som försvann i slutet av april år 1924. Witzels föräldrar var oroliga och trodde att han blivit den ökände mördarens offer. Robert Witzels far kunde till och med senare identifiera sin sons kranium bland många som hittats nedströms vid floden, då hans käkben varit annorlunda. Av en slump så kom det sig att ett par kom in på polisstationen när paret Witzel väntade på polismästaren. Robert Witzels mor kände genast igen jackan mannen hade på sig och frågade var mannen hade fått den ifrån. Mannen berättade att han köpt den av Haarmann och inuti jackan fanns det även en lapp med namnet ”Witzel” på. På detta sätt kopplades Haarmann ihop med morden och avslöjades.
Både Hans Grans och Fritz Haarmann blev dömda till döden. Haarmann halshöggs den 15 april 1925. Hans Grans dog i frihet 1975 i Oberricklingen.